# Kanton Salins-les-Bains
Salins-les-Bains is een voormalig kanton van het Franse departement Jura. Het kanton maakte deel uit van het arrondissement Lons-le-Saunier. Het werd opgeheven bij decreet van 17 februari 2014 met uitwerking op 22 maart 2015. Alle gemeenten werden toegevoegd aan het kanton Arbois.

## Gemeenten
Het kanton Salins-les-Bains omvatte de volgende gemeenten:
- Abergement-lès-Thésy
- Aiglepierre
- Aresches
- Bracon
- Cernans
- La Chapelle-sur-Furieuse
- Chaux-Champagny
- Chilly-sur-Salins
- Clucy
- Dournon
- Geraise
- Ivory
- Ivrey
- Lemuy
- Marnoz
- Montmarlon
- Pont-d'Héry
- Pretin
- Saint-Thiébaud
- Saizenay
- Salins-les-Bains (hoofdplaats)
- Thésy